# Jenišov
Jenišov (en allemand : Janessen) est une commune du district et de la région de Karlovy Vary, en République tchèque. Sa population s'élevait à 1 057 habitants en 2021.

## Géographie
Jenišov se trouve à 6 km à l'ouest de Karlovy Vary et à 119 km à l'ouest-nord-ouest de Prague.
La commune est limitée par Mírová au nord-ouest, par Karlovy Vary au nord-est, à l'est et au sud-est, et par Hory au sud-ouest.

## Histoire
La première mention écrite de la localité date de 1390.